# Game jam

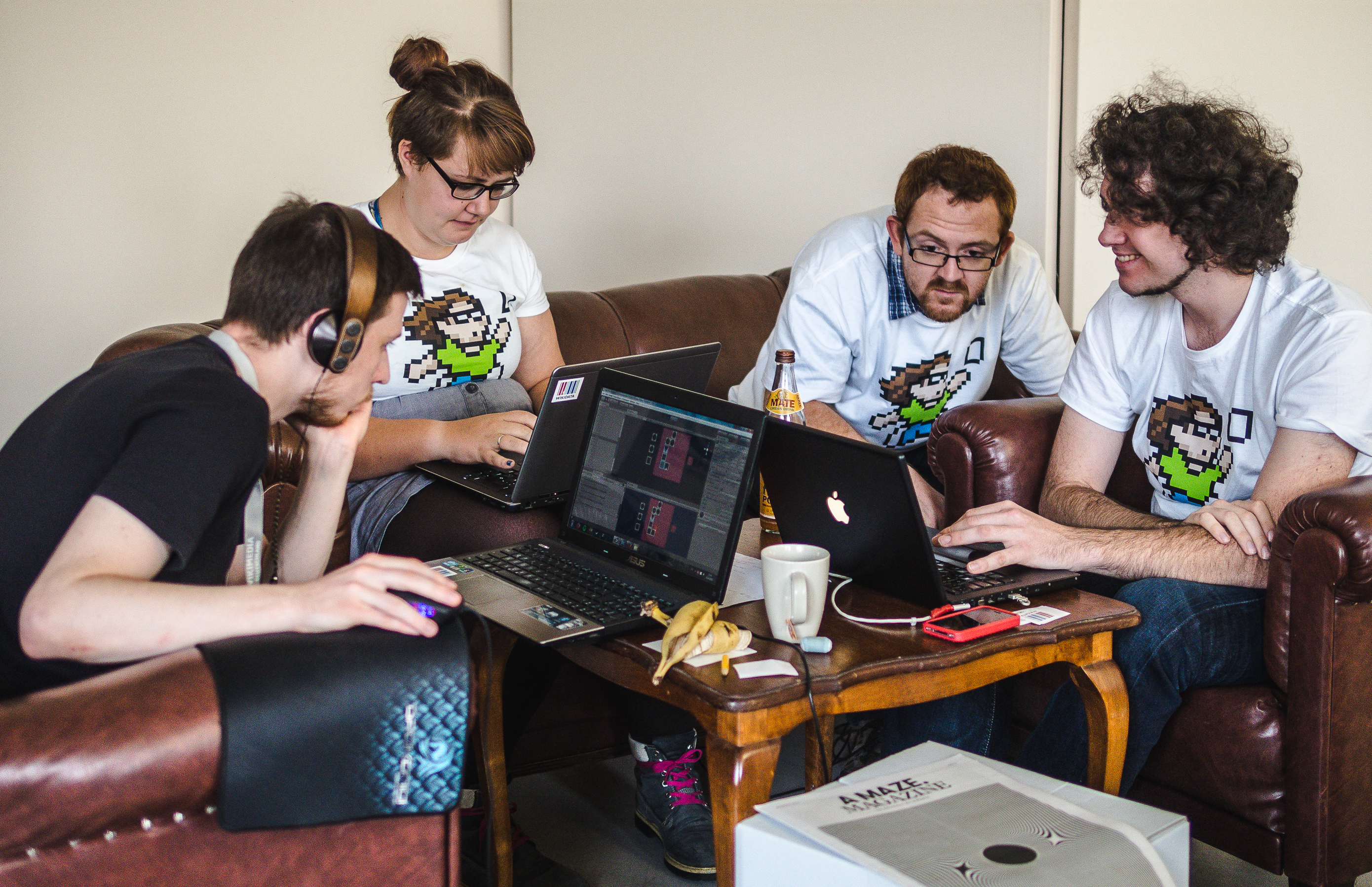
Une équipe de participants à la Free Knowledge Game Jam 2015.

Une game jam (game jam est parfois utilisé avec le genre masculin) est un hackathon avec pour thème principal les jeux vidéo, mais pouvant aussi porter sur les jeux au sens large. Les participants, groupés en équipes, doivent créer un jeu dans un temps limité, généralement le temps d'un week-end, sur 24 à 72 heures.
Des prix peuvent être attribués à la fin de la game jam.

## Étymologie
Le terme game jam vient des noms « game » (signifiant jeu en anglais) et « jam » (littéralement, confiture, en référence à « jam session », un type de séance d'improvisation musicale).

## Événements proposant des game jams
- Global Game Jam
- Ludum Dare
- GMTK Game Jam
- Nordic Game Jam
- Procjam, spécialisé dans la génération procédurale[4]